# Puzzle (2018)
Puzzle ist ein Filmdrama von Marc Turtletaub, das am 23. Januar 2018 im Rahmen des Sundance Film Festival seine Premiere feierte und am 27. Juli 2018 in die US-amerikanischen Kinos kam.

## Handlung
Agnes lebt in Bridgeport in Connecticut und verlässt das Haus nur selten. Sie bereitet gerade alles für ihre eigene Geburtstagsfeier vor. Das Haus, das früher ihren Eltern gehörte, wurde lange nicht mehr renoviert und ist auch nur wenig dekoriert. Während sie den Gästen Getränke und Snacks serviert, wartet sie auf ihren Mann Louie und ihre erwachsenen Söhne Ziggy und Gabe. Von ihrem ersten Smartphone, das sie geschenkt bekommt, ist sie nur wenig begeistert, doch ein 1.000-teiliges Puzzle bereitet ihr in ruhigen Stunden Freude. Nachdem sie dieses mehrere Male zusammengesetzt und wieder in seine Einzelteile zerlegt hat, fährt sie mit dem Zug nach Lower Manhattan, um in einem Fachgeschäft weitere Puzzles zu kaufen. Dort erfährt sie von einem Puzzle-Champion (Robert), der einen Partner für einen Puzzle-Wettbewerb sucht. Agnes nimmt Kontakt zu Robert, einem reichen Erfinder, auf und besucht ihn in seinem eine Zugfahrt entfernten Haus. Robert erkennt ihre Begabung für das Puzzle-Spiel und lädt sie ein, zusammen einen bevorstehenden lokalen Meisterschaftskampf vorzubereiten und sich dazu regelmäßig mit ihm zu treffen. Wieder daheim gelingt es Agnes nicht, die Zustimmung ihre Mannes zu regelmäßigen Fahrten nach New York zu gewinnen. Sie fährt heimlich mehrere Male zu Robert und beide kommen sich näher. Louie wirft ihr vor, dass sie den Haushalt und die Familie vernachlässige, und stellt sie zur Rede, als sie eines Tages infolge von Intimitäten mit Robert sehr spät heimkommt. Agnes eröffnet ihm, dass sie Robert bei den Vorbereitungen des Puzzle-Wettbewerbs kennengelernt hat und es auch zu Sex gekommen ist. Louie schweigt. Am nächsten Tag gewinnt sie mit Robert beim Wettkampf. Nach und nach erkennt Agnes, dass Selbstverwirklichung und eine romantische Liebe die Dinge waren, die in ihrem Leben fehlten. Bei einem Telefonat mit Robert, der sie zu einem Flug zur Puzzle-Weltmeisterschaft in Belgien erwartet, gestehen beide ihre Liebe zueinander. Der Filme endet jedoch mit einer Zugfahrt. Agnes hat die Familie verlassen und fährt allein nach Montreal.

## Produktion

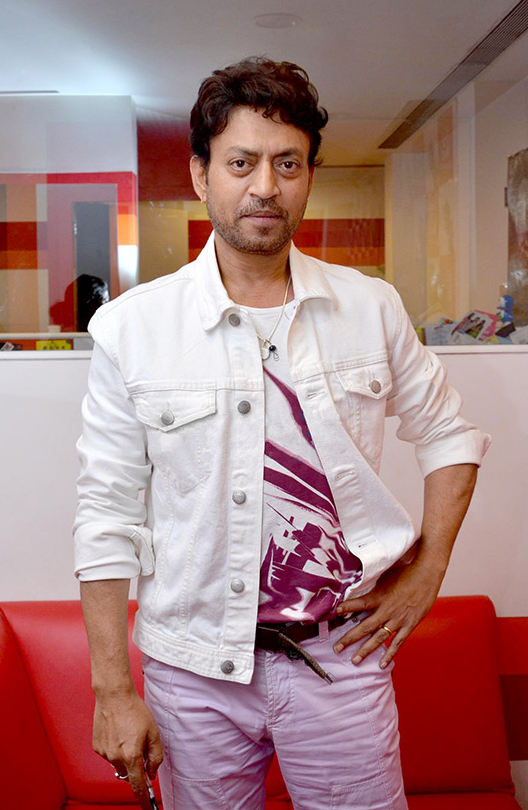
Der indische Schauspieler Irrfan Khan übernahm die Rolle von Robert

Der Film knüpft an das argentinische Drama Rompecabezas von Natalia Smirnoff aus dem Jahr 2010 an.
Der in der Vergangenheit überwiegend als Filmproduzent tätige Marc Turtletaub gab mit dem Film sein Regiedebüt bei einem Spielfilm. Smirnoffs Drehbuch wurde von Oren Moverman für die Neuauflage adaptiert.
Kelly Macdonald übernahm die Hauptrolle von Agnes. Die Rolle ihres Ehemanns Louie wurde mit David Denman, die ihres Sohns Gabe mit Austin Abrams besetzt. Irrfan Khan spielt ihren neuen Puzzle-Partner Robert.
Die Filmmusik komponierte Dustin O’Halloran. Der Soundtrack zum Film, der insgesamt 16 Musikstücke umfasst, wurde am 27. Juli 2018 von Sony Masterworks als Download veröffentlicht.
Der Film feierte am 23. Januar 2018 im Rahmen des Sundance Film Festival seine Premiere. Im Mai 2018 wurde der Film beim Montclair Film Festival vorgestellt und eröffnete am 20. Juni 2018 das Edinburgh International Film Festival. Im Juni und Juli 2018 soll der Film beim Filmfest München in der Sektion Spotlight seine Deutschlandpremiere feiern. Ein Kinostart in den USA erfolgte am 27. Juli 2018. Im Herbst 2018 erfolgte eine Vorstellung beim Zurich Film Festival.

## Rezeption

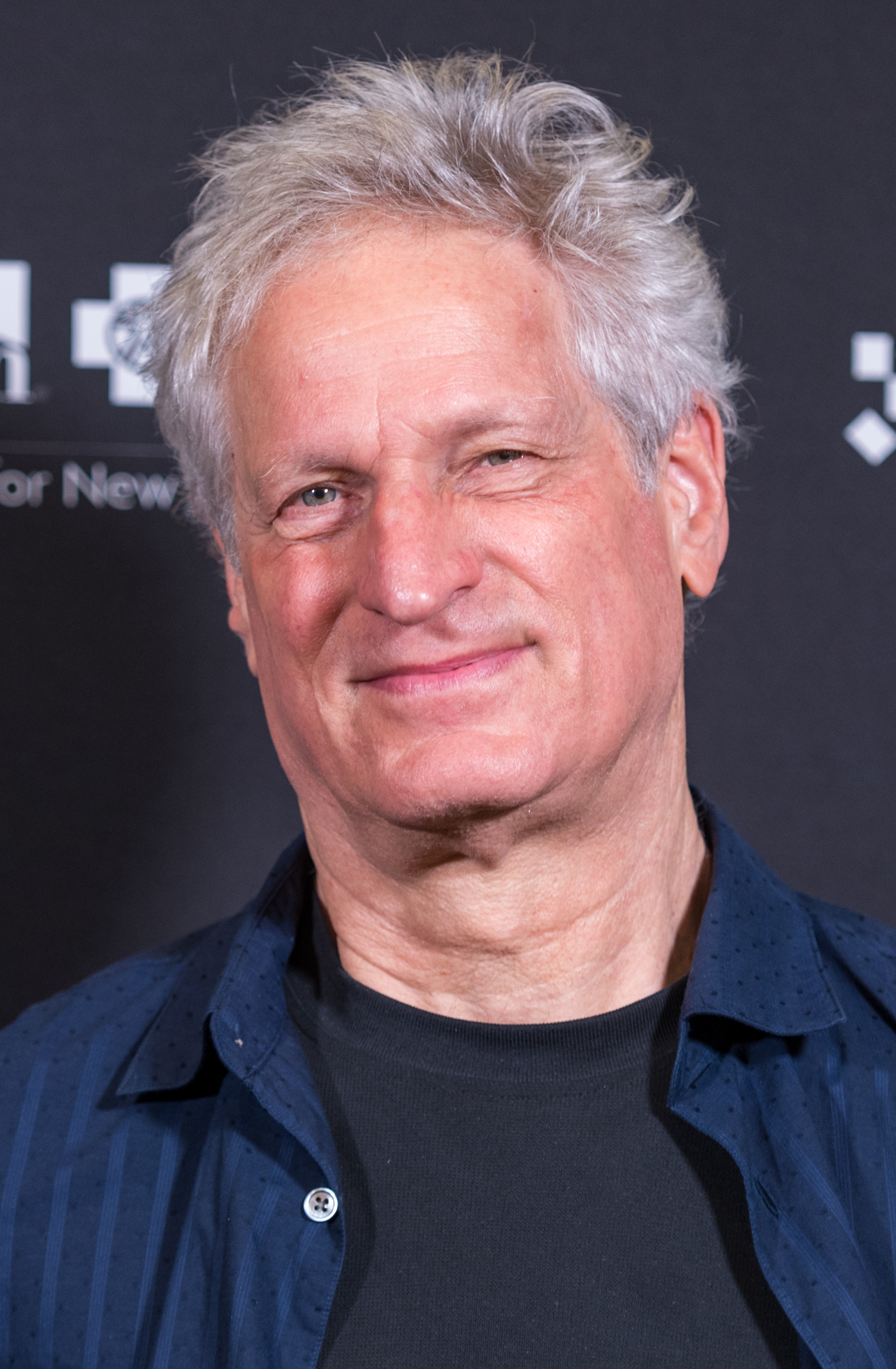
Regisseur Marc Turtletaub bei der Vorstellung des Films beim Montclair Film Festival 2018

### Altersfreigabe und Kritiken
In den USA erhielt der Film von der MPAA ein R-Rating, was einer Freigabe ab 17 Jahren entspricht.
Der Film erhielt bisher von 84 Prozent der Kritiker bei Rotten Tomatoes eine eher positive Bewertung.
Leslie Felperin von The Hollywood Reporter meint, obwohl es eine erzählerische Notwendigkeit sei, dass sich die Bekanntschaft von Agnes und Robert am Ende des Films in eine Romanze verwandelt, bemühten sich sowohl der Filmemacher Marc Turtletaub als auch die Darsteller, die Puzzleteile nicht zu offensichtlich aneinander zu fügen. Agnes’ Ehemann Louie verhalte sich ein bisschen wie ein alter Sexisten-Tölpel, aber er sei kein schlechter Kerl, und es gebe etwas urkomisch Ehrliches in seiner Art. Kelly Macdonald, mit ihren markanten Gesichtszügen wie eine Madonna, sei in ihrer Rolle so natürlich, insbesondere mit Irrfan Khan, dass sowohl der Aufbau des Films als auch das vieldeutige offene Ende völlig glaubwürdig erschienen, so Felperin. Die meisten technischen Aspekte des Films seien unauffällig, so Felperin, abgesehen von der packenden Filmmusik von Dustin O’Halloran und der Verwendung verschiedener Versionen von Ave Maria, in einer Version auf unvergessliche Weise von dem Countertenor Matthew Shifrin gesungen.

### Auszeichnungen
Heartland Film 2018
- Auszeichnung mit dem Truly Moving Picture Award